# Wohnungsübergabeprotokoll
Bei einem Wohnungsübergabeprotokoll (auch Übergabeprotokoll Mietwohnung) handelt es sich um die schriftliche Niederlegung zum Zustand eines Mietobjekts bei der Übergabe an den Mieter bei Einzug bzw. an den Vermieter bei Auszug. Es dient dazu, etwaige vom Mieter verursachte Schäden bzw. bestehende Mängel der Wohnung bei Einzug oder Auszug festzuhalten. Der Nutzen eines Wohnungsübergabeprotokolls liegt in der Möglichkeit, eventuellen Unstimmigkeiten hinsichtlich des Zustandes des Mietobjekts bei der Übergabe vorzubeugen.

## Anwendung und Zweck
Zwar ist die Anwendung und Anfertigung eines Wohnungsübergabeprotokolls bei dem Ein- oder Auszug in eine/aus einer Mietwohnung rechtlich nicht vorgeschrieben. Es wird allerdings, beispielsweise seitens des Deutschen Mieterbundes und des Immobilienverbandes Deutschland empfohlen, ein Protokoll bei der Wohnungsübergabe anzufertigen, denn mit dessen Hilfe können Streitigkeiten zwischen Vermieter und Mieter hinsichtlich des Wohnungszustandes bei Übergabe vermieden werden.
Die Begründung und Festlegung von im Mietvertrag geregelten Schönheitsreparaturen und anderen Renovierungs- und Reparaturvorhaben kann somit auf der Grundlage eines solchen Protokolls erfolgen. Auch die Verantwortlichkeit für etwaige Schäden ist mit einem Wohnungsübergabeprotokoll nachvollziehbarer. Allgemein wird unter anderem seitens des Immobilienverbandes Deutschland empfohlen, die Wohnungsübergabe bei Tageslicht vorzunehmen, um auch eventuell schwer sichtbarere Schäden deutlich erkennen und im Wohnungsübergabeprotokoll festhalten zu können.

## Form und Inhalt
Hinsichtlich der Form und der Inhalte gibt es ebenfalls keine speziellen rechtlichen Vorgaben. Da ein Wohnungsübergabeprotokoll den Zustand eines Mietobjektes zum Zeitpunkt der Übergabe festhalten soll, sind folgende Daten zu nennen:
- Datum der Wohnungsübergabe
- Datum des Ein- und Auszugs
- Nennung des Mietobjekts, ggf. Ausstattung
- Nennung des Vermieters, Mieters und eventueller Zeugen
- festgestellte Mängel und Schäden (Wohnungsmängel, beschädigte Einrichtungen)

Darüber hinaus können folgende Punkte im Wohnungsübergabeprotokoll festgehalten werden:
- Stichpunkte zur Übergabeverhandlung (z. B. Vereinbarungen zu etwaigen Schönheitsreparaturen)
- Zählerstände
- Schlüsselübergabe
- Vereinbarung einer Mietsicherheit (Mietkaution)
- Nachfristsetzung
- Vereinbarungen zu Kostenübernahmen

Zur gegenseitigen Anerkennung des Wohnungsübergabeprotokolls ist dies von Vermieter und Mieter sowie gegebenenfalls von Zeugen zu unterschreiben und kann in mehrfacher Ausfertigung den jeweiligen Parteien nach erfolgter Wohnungsbesichtigung ausgehändigt werden.

## Rechtliche Bestimmungen zum Wohnungsübergabeprotokoll
Die Erstellung eines Wohnungsübergabeprotokolls ist im deutschen Mietrecht nicht beschrieben oder gar vorgeschrieben. Bei Unstimmigkeiten zwischen Vermieter und Mieter hinsichtlich des Bestehens von Mängeln kann diesem eine erhebliche Bedeutung zukommen. Bei Überlassung der Mietsache muss der Vermieter beweisen, dass diese mangelfrei ist. Hat der Mieter aber bereits signalisiert, dass er die Mietsache bereits als Erfüllung annimmt, dann muss auch er einen anfänglichen Mangel beweisen (§ 363 BGB). Die Annahme der Mietsache als Erfüllung kann sich aus dem Wohnungsübergabeprotokoll ergeben. Das Übergabeprotokoll kann auch dazu dienen, die Mangelfreiheit der Mietsache bei Mietbeginn direkt zu beweisen. Da der Nachweis der Verursachung von Schäden nach Wohnungsübergabe meist schwer zu erbringen ist, kann ein Wohnungsübergabeprotokoll diesen Schwierigkeiten vorbeugen. Bei Rückgabe der Wohnung kann ein gemeinsames Wohnungsübergabeprotokoll von Mieter und Vermieter so ausgelegt werden, dass darin abschließend die Schäden an der Wohnung aufgelistet sind und der Vermieter im Nachhinein keine anderen Schäden geltend machen kann.
Falls sich Mieter oder Vermieter weigern ein Wohnungsübergabeprotokoll zu erstellen, können sie rein rechtlich auch nicht dazu angehalten werden. Es gibt jedoch die Möglichkeit, mit Zeugen einen entsprechenden Wohnungsdurchgang durchzuführen und die entdeckten Mängel protokollarisch festzuhalten. Für die Anerkennung eines Wohnungsübergabeprotokolls vor Gericht sind die Unterschriften von Mieter, Vermieter und gegebenenfalls Zeugen von hoher Bedeutung.